# Селютіна Лідія Яківна
Лі́дія Я́ківна Селю́тіна (15 листопада 1920, Одеса — 14 лютого 2007) — радянська і українська письменниця (драматург, прозаїк). Член Національної Спілки письменників України з 1963 року. Нагороджена медалями та Грамотою Президії Верховної Ради УРСР (14.11.1980). Заслужений діяч мистецтв України.

## Біографія
Народилася в сім'ї залізничника. 1937 року закінчила десятирічку, 1941 року — українське акторське відділення Одеського театрального училища, 1963 року — Літературний інститут імені Горького у Москві.
У 1951—1957 роках працювала в Одеському українському театрі імені Жовтневої революції.

## Творчість
Її твори увійшли в репертуар українських театрів УРСР. П'єси «Грози минають» (1956), «Піснею зустрінемо світанок» (1962); збірка оповідань «Іду на вогник» (1970) й ін.